# Štěpánov nad Svratkou
Štěpánov nad Svratkou é uma comuna checa localizada na região de Vysočina, distrito de Žďár nad Sázavou.